# Unione Sportiva Lecce 1991-1992
Questa voce raccoglie le informazioni riguardanti l'Unione Sportiva Lecce nelle competizioni ufficiali della stagione 1991-1992.

## Stagione
Nella stagione 1991-1992, dopo la retrocessione dalla massima serie, il Lecce prese parte al campionato di Serie B e lo chiuse all'ottavo posto con 37 punti, a pari merito con Cesena e Lucchese. La stagione dei giallorossi allenati da Alberto Bigon iniziò con tre vittorie di fila che portarono entusiasmo, ma a dicembre e gennaio il Lecce accusò un calo di rendimento, così, dopo la sconfitta interna (0-1) subita con la Reggiana a metà gennaio, con il Lecce nono in classifica a quota 18 punti, il tecnico fu esonerato e sostituito da Aldo Sensibile, il cui interregno fu avaro di soddisfazioni, con sei partite senza vittorie, di cui quattro sconfitte e due pareggi. La situazione convinse la dirigenza a ritornare sui propri passi e richiamare Alberto Bigon, che mantenne l'incarico fino al termine della stagione. La salvezza fu ottenuta all'ultima giornata, nella sfida casalinga contro il Cosenza, battuto per 1-0 grazie a un gol di Giampiero Maini, di fronte a circa diecimila tifosi del Cosenza, giunti in massa al Via del mare per sostenere la propria squadra, in lotta per la promozione in Serie A (per effetto della vittoria del Lecce fu promossa, invece, l'Udinese).
In Coppa Italia il Lecce eliminò il Casarano nel derby salentino del primo turno, poi fu eliminata dal Verona al secondo turno.

## Divise e sponsor
Il fornitore di materiale tecnico per la stagione 1991-1992 è stato Adidas, mentre lo sponsor di maglia Hitachi.
| Casa | Casa (2ª versione) | Trasferta |

## Rosa
| N. |                        | Ruolo | Calciatore           |
| -- | ---------------------- | ----- | -------------------- |
|    | Italia (bandiera)      | P     | Santo Monteduro      |
|    | Italia (bandiera)      | P     | Massimo Battara      |
|    | Italia (bandiera)      | P     | Giuseppe Gatta       |
|    | Italia (bandiera)      | D     | Rosario Biondo       |
|    | Italia (bandiera)      | D     | Simone Altobelli     |
|    | Italia (bandiera)      | D     | Gianluca Conte       |
|    | Italia (bandiera)      | D     | Roberto Amodio       |
|    | Italia (bandiera)      | D     | Egidio Ingrosso      |
|    | Italia (bandiera)      | D     | Stefano Trinchera    |
|    | Italia (bandiera)      | D     | Giampaolo Ceramicola |
|    | Italia (bandiera)      | D     | Antonio Carannante   |
|    | Italia (bandiera)      | D     | Giacomo Ferri        |
|    | Italia (bandiera)      | D     | Mauro Dalla Bona     |
|    | Italia (bandiera)      | D     | Raimondo Marino      |
|    | Italia (bandiera)      | D     | Andrea Tramacere     |
|    | Bielorussia (bandiera) | C     | Sergeij Alejnikov    |
|    | Italia (bandiera)      | C     | Marco Barollo        |
|    | Italia (bandiera)      | C     | Carmelo Russo        |

| N. |                      | Ruolo | Calciatore           |
| -- | -------------------- | ----- | -------------------- |
|    | Italia (bandiera)    | C     | Fabio Bellotti       |
|    | Italia (bandiera)    | C     | Paolo Benedetti      |
|    | Italia (bandiera)    | C     | Gianfranco Grumo     |
|    | Italia (bandiera)    | C     | Umberto De Filippi   |
|    | Italia (bandiera)    | C     | Giampiero Maini      |
|    | Italia (bandiera)    | C     | Egidio Notaristefano |
|    | Italia (bandiera)    | C     | Antonio Conte        |
|    | Italia (bandiera)    | C     | Francesco Moriero    |
|    | Italia (bandiera)    | C     | Luigi Dima           |
|    | Italia (bandiera)    | A     | Gianfranco Cinello   |
|    | Italia (bandiera)    | A     | Claudio D'Onofrio    |
|    | Italia (bandiera)    | A     | Paolo Baldieri       |
|    | Italia (bandiera)    | A     | Gianni Gianfreda     |
|    | Italia (bandiera)    | A     | Francesco La Rosa    |
|    | Italia (bandiera)    | A     | Andrea D'Amblè       |
|    | Italia (bandiera)    | A     | Alessandro Morello   |
|    | Italia (bandiera)    | A     | Ezio Panero          |
|    | Argentina (bandiera) | A     | Pedro Pablo Pasculli |

## Calciomercato

### Sessione autunnale
| Acquisti | Acquisti          | Acquisti | Acquisti   |
| R.       | Nome              | da       | Modalità   |
| -------- | ----------------- | -------- | ---------- |
| D        | Marco Barollo     | Inter    | prestito   |
| D        | Fabio Bellotti    | Milan    | definitivo |
| D        | Francesco La Rosa | Reggina  | definitivo |

| Cessioni | Cessioni           | Cessioni    | Cessioni   |
| R.       | Nome               | a           | Modalità   |
| -------- | ------------------ | ----------- | ---------- |
| D        | Egidio Ingrosso    | Reggina     | prestito   |
| D        | Raimondo Marino    | Messina     | definitivo |
| D        | Antonio Conte      | Juventus    | definitivo |
| D        | Gianfranco Cinello | Alessandria | prestito   |
| D        | Claudio D'Onofrio  | Lodigiani   | prestito   |
| D        | Ezio Panero        | Triestina   | definitivo |

## Risultati

### Serie B

#### Girone di andata
| Arbitro: | Brignoccoli (Ancona) |

|                     |           |  |
| Pasculli 17’ (rig.) | Marcatori |  |

| Arbitro: | Boggi (salerno) |

|             |           |                   |
| Saurini 20’ | Marcatori | 2’, 39’ Alejnikov |

| Arbitro: | Bettin (Padova) |

|                                      |           |          |
| P. Benedetti 16’ Pasculli 87’ (rig.) | Marcatori | 5’ Brogi |

| Cesena 22 settembre 1991 4ª giornata | Cesena                    | 0 – 0 | Lecce | Stadio Dino Manuzzi\| Arbitro: \| Merlino (Torre del Greco) \| |
| Arbitro:                             | Merlino (Torre del Greco) |       |       |                                                                |

| Arbitro: | Quartuccio (Torre Annunziata) |

|                |           |                  |
| Ceramicola 49’ | Marcatori | 74’ (aut.) Conte |

| Arbitro: | Scaramuzza (Mestre) |

|             |           |  |
| Rizzolo 23’ | Marcatori |  |

| Arbitro: | D'Elia (Salerno) |

|                                                |           |                     |
| Cinello 24’ (rig.) A. Morello 78’ Baldieri 88’ | Marcatori | 34’ (aut.) G. Ferri |

| Arbitro: | Beschin (Legnago) |

|              |           |                     |
| Dolcetti 75’ | Marcatori | 85’ (rig.) Baldieri |

| Arbitro: | Quartuccio (Torre Annunziata) |

|              |           |                           |
| Baldieri 86’ | Marcatori | 54’, 84’ Bivi 70’ Massara |

| Arbitro: | Collina (Bologna) |

|               |           |              |
| Dell'Anno 35’ | Marcatori | 61’ Baldieri |

| Arbitro: | Cornieti (Forlì) |

|                                    |           |                |
| Tovalieri 28’ (rig.) Lorenzini 39’ | Marcatori | 43’ Ceramicola |

| Arbitro: | Dinelli (Lucca) |

|                         |           |                 |
| La Rosa 34’ Moriero 57’ | Marcatori | 77’ I. Giordano |

| Arbitro: | Fucci (Salerno) |

|             |           |  |
| Piovani 54’ | Marcatori |  |

| Arbitro: | Chiesa (Milano) |

|                                                  |           |              |
| Moriero 3’ Baldieri 11’, 90’ (rig.) Bellotti 47’ | Marcatori | 58’ Montrone |

| Arbitro: | De Angelis (Civitavecchia) |

|                   |           |                  |
| Detari 90’ (rig.) | Marcatori | 83’ P. Benedetti |

| Arbitro: | Merlino (Torre del Greco) |

|  |           |              |
|  | Marcatori | 46’ Rastelli |

| Avellino 22 dicembre 1991 17ª giornata | Avellino          | 0 – 0 | Lecce | Stadio Partenio\| Arbitro: \| Mughetti (Cesena) \| |
| Arbitro:                               | Mughetti (Cesena) |       |       |                                                    |

| Arbitro: | Rosica (Roma) |

|  |           |               |
|  | Marcatori | 21’ Ravanelli |

| Arbitro: | Bazzoli (Merano) |

|                            |           |           |
| Marulla 43’ Napolitano 67’ | Marcatori | 90’ Maini |

#### Girone di ritorno
| Arbitro: | Rodomonti (Teramo) |

|                                   |           |             |
| Lizzani 64’ Ceramicola 71’ (aut.) | Marcatori | 31’ Barollo |

| Lecce 2 febbraio 1992 21ª giornata | Lecce             | 0 – 0 | Brescia | Stadio Via del Mare\| Arbitro: \| Collina (Bologna) \| |
| Arbitro:                           | Collina (Bologna) |       |         |                                                        |

| Arbitro: | Cardona (Milano) |

|                                             |           |              |
| Provitali 19’ (rig.), 58’ (rig.) Caruso 44’ | Marcatori | 64’ Baldieri |

| Arbitro: | Fucci (Salerno) |

|             |           |           |
| Moriero 33’ | Marcatori | 16’ Marin |

| Arbitro: | Arena (Ercolano) |

|                                               |           |  |
| Ferrante 13’ Zago 30’ Martini 39’ Rotella 80’ | Marcatori |  |

| Arbitro: | Bettin (Padova) |

|             |           |  |
| Moriero 70’ | Marcatori |  |

| Taranto 15 marzo 1992 26ª giornata | Taranto            | 0 – 0 | Lecce | Stadio Erasmo Iacovone\| Arbitro: \| Stafoggia (Pesaro) \| |
| Arbitro:                           | Stafoggia (Pesaro) |       |       |                                                            |

| Arbitro: | Boemo (Cervignano del Friuli) |

|  |           |                        |
|  | Marcatori | 20’ Protti 56’ Carrara |

| Arbitro: | Conocchiari (Macerata) |

|                         |           |  |
| Righetti 43’ Pagano 85’ | Marcatori |  |

| Arbitro: | Amandolia (Messina) |

|             |           |  |
| Moriero 74’ | Marcatori |  |

| Lecce 12 aprile 1992 30ª giornata | Lecce           | 0 – 0 | Ancona | Stadio Via del Mare\| Arbitro: \| Fucci (Salerno) \| |
| Arbitro:                          | Fucci (Salerno) |       |        |                                                      |

| Arbitro: | Chiesa (Milano) |

|                                     |           |              |
| Volpecina 24’ Campilongo 32’ (rig.) | Marcatori | 88’ Baldieri |

| Arbitro: | F. Baldas (Trieste) |

|                          |           |  |
| Baldieri 60’ Moriero 77’ | Marcatori |  |

| Arbitro: | Rodomonti (Teramo) |

|              |           |             |
| Di Livio 31’ | Marcatori | 81’ La Rosa |

| Arbitro: | Boggi (Salerno) |

|              |           |  |
| Pasculli 19’ | Marcatori |  |

| Lucca 24 maggio 1992 35ª giornata | Lucchese           | 0 – 0 | Lecce | Stadio Porta Elisa\| Arbitro: \| Felicani (Bologna) \| |
| Arbitro:                          | Felicani (Bologna) |       |       |                                                        |

| Arbitro: | Ceccarini (Livorno) |

|                                                |           |                    |
| Baldieri 32’ Bonaldi 36’ (aut.) Ceramicola 61’ | Marcatori | 75’ (rig.) Bonaldi |

| Reggio Emilia 7 giugno 1992 37ª giornata | Reggiana             | 0 – 0 | Lecce | Stadio Mirabello\| Arbitro: \| Trentalange (Torino) \| |
| Arbitro:                                 | Trentalange (Torino) |       |       |                                                        |

| Arbitro: | Pezzella (Frattamaggiore) |

|           |           |  |
| Maini 81’ | Marcatori |  |

### Coppa Italia

#### Turni preliminari
| Casarano 21 agosto 1991 1º turno - Andata | Casarano        | 0 – 0 | Lecce | Stadio Giuseppe Capozza\| Arbitro: \| Fucci (Salerno) \| |
| Arbitro:                                  | Fucci (Salerno) |       |       |                                                          |

| Arbitro: | Cinciripini (Ascoli Piceno) |

|                              |           |  |
| A. Conte 9’ P. Benedetti 29’ | Marcatori |  |

| Arbitro: | Stafoggia (Pesaro) |

|                     |           |  |
| Pasculli 34’ (rig.) | Marcatori |  |

| Arbitro: | Lo Bello (Siracusa) |

|                                                    |           |  |
| Icardi 15’, 33’ Fanna 22’ Stojkovic 58’ Lunini 79’ | Marcatori |  |

## Statistiche

### Statistiche di squadra
| Competizione | Punti | In casa | In casa | In casa | In casa | In casa | In casa | In trasferta | In trasferta | In trasferta | In trasferta | In trasferta | In trasferta | Totale | Totale | Totale | Totale | Totale | Totale | DR |
| Competizione | Punti | G       | V       | N       | P       | Gf      | Gs      | G            | V            | N            | P            | Gf           | Gs           | G      | V      | N      | P      | Gf     | Gs     | DR |
| ------------ | ----- | ------- | ------- | ------- | ------- | ------- | ------- | ------------ | ------------ | ------------ | ------------ | ------------ | ------------ | ------ | ------ | ------ | ------ | ------ | ------ | -- |
| Serie B      | 37    | 19      | 11      | 4       | 4       | 24      | 14      | 19           | 1            | 9            | 9            | 11           | 24           | 38     | 12     | 13     | 13     | 35     | 38     | -3 |
| Coppa Italia |       | 2       | 2       | 0       | 0       | 3       | 0       | 2            | 0            | 1            | 1            | 0            | 5            | 4      | 2      | 1      | 1      | 3      | 5      | -2 |
| Totale       |       | 21      | 13      | 4       | 4       | 27      | 14      | 21           | 1            | 10           | 10           | 11           | 29           | 42     | 14     | 14     | 14     | 38     | 43     | -5 |

### Statistiche dei giocatori
| Giocatore        | Serie B  | Serie B | Coppa Italia | Coppa Italia | Totale   | Totale |
| Giocatore        | Presenze | Reti    | Presenze     | Reti         | Presenze | Reti   |
| ---------------- | -------- | ------- | ------------ | ------------ | -------- | ------ |
| S. Monteduro     | 0        | 0       | -            | -            | 0        | 0      |
| M. Battara       | 29       | -32     | 4            | -5           | 33       | -37    |
| G. Gatta         | 8        | -6      | -            | -            | 8        | -6     |
| R. Biondo        | 34       | 0       | 4            | 0            | 38       | 0      |
| S. Altobelli     | 23       | 0       | 2            | 0            | 25       | 0      |
| G. Conte         | 0        | 0       | -            | -            | 0        | 0      |
| R. Amodio        | 27       | 0       | 2            | 0            | 29       | 0      |
| E. Ingrosso      | 0        | 0       | -            | -            | 0        | 0      |
| S. Trinchera     | 0        | 0       | -            | -            | 0        | 0      |
| G. Ceramicola    | 36       | 3       | 3            | 0            | 39       | 3      |
| A. Carannante    | 14       | 0       | 3            | 0            | 17       | 0      |
| G. Ferri         | 35       | 0       | 4            | 0            | 39       | 0      |
| M. Dalla Bona    | 2        | 0       | -            | -            | 2        | 0      |
| R. Marino        | 0        | 0       | 1            | 0            | 1        | 0      |
| A. Tramacere     | 0        | 0       | -            | -            | 0        | 0      |
| S. Alejnikov     | 30       | 2       | 3            | 0            | 33       | 2      |
| M. Barollo       | 14       | 1       | -            | -            | 14       | 1      |
| C. Russo         | 0        | 0       | -            | -            | 0        | 0      |
| F. Bellotti      | 24       | 1       | -            | -            | 24       | 1      |
| P. Benedetti     | 26       | 2       | 4            | 1            | 30       | 3      |
| G. Grumo         | 0        | 0       | -            | -            | 0        | 0      |
| U. De Filippi    | 0        | 0       | -            | -            | 0        | 0      |
| G. Maini         | 17       | 2       | 2            | 0            | 19       | 2      |
| E. Notaristefano | 16       | 0       | 1            | 0            | 17       | 0      |
| A. Conte         | 9        | 0       | 3            | 1            | 12       | 1      |
| F. Moriero       | 34       | 6       | 4            | 0            | 38       | 6      |
| L. Dima          | 0        | 0       | -            | -            | 0        | 0      |
| G. Cinello       | 3        | 1       | 1            | 0            | 4        | 1      |
| C. D'Onofrio     | 0        | 0       | -            | -            | 0        | 0      |
| P. Baldieri      | 32       | 10      | 4            | 0            | 36       | 10     |
| G. Gianfreda     | 1        | 0       | -            | -            | 1        | 0      |
| F. La Rosa       | 24       | 2       | -            | -            | 24       | 2      |
| A. D'Amblè       | 2        | 0       | -            | -            | 2        | 0      |
| A. Morello       | 21       | 1       | 1            | 0            | 22       | 1      |
| E. Panero        | 0        | 0       | -            | -            | 0        | 0      |
| P.P. Pasculli    | 25       | 3       | 4            | 1            | 29       | 4      |